# Brissogne
Brissogne é uma comuna italiana da região do Vale de Aosta com cerca de 904 habitantes. Estende-se por uma área de 25 km², tendo uma densidade populacional de 36 hab/km². Faz fronteira com Charvensod, Cogne, Pollein, Quart, Saint-Marcel.

## Demografia
| Variação demográfica do município entre 1861 e 2011                               |
|                                                                                   |
| Fonte: Istituto Nazionale di Statistica (ISTAT) - Elaboração gráfica da Wikipedia |